# César et les Romains
 (mars 2020).
Si vous disposez d'ouvrages ou d'articles de référence ou si vous connaissez des sites web de qualité traitant du thème abordé ici, merci de compléter l'article en donnant les références utiles à sa vérifiabilité et en les liant à la section « Notes et références ».

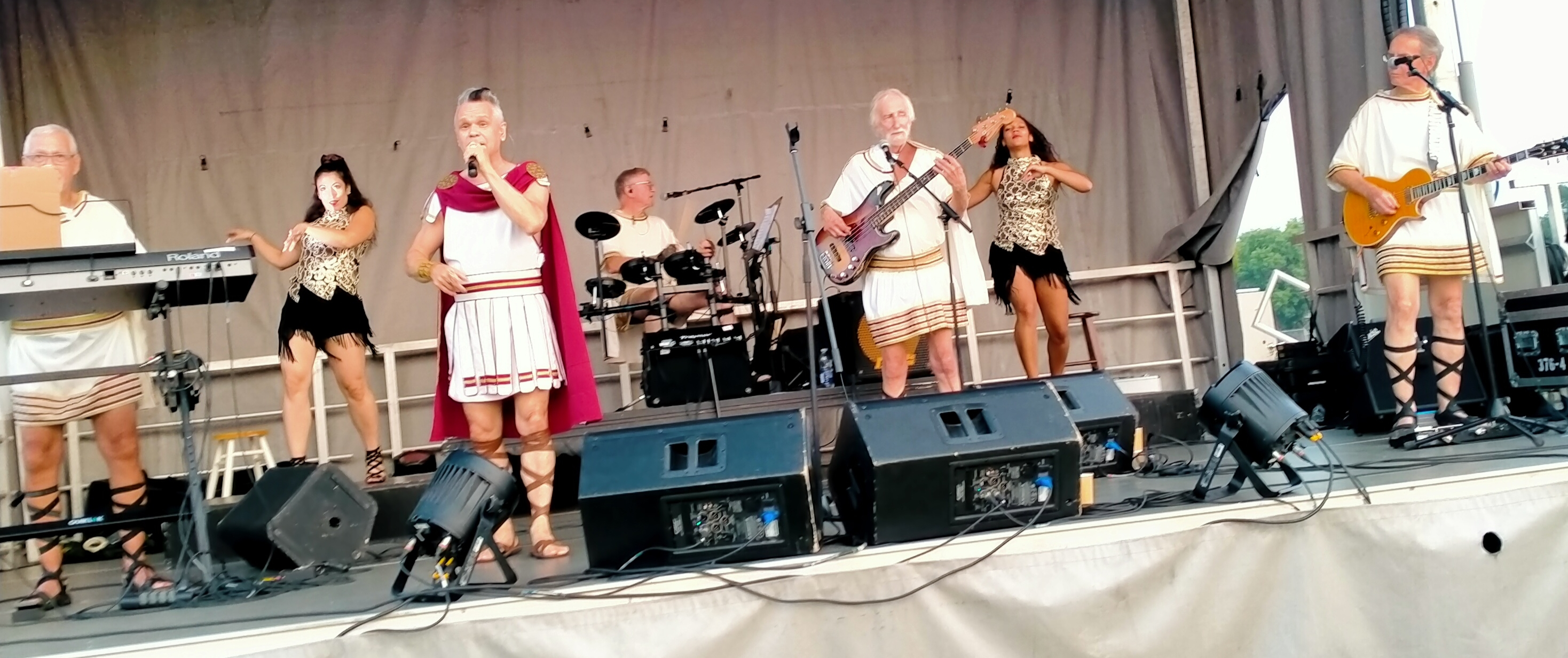
Concert du groupe César et les Romains.

César et les Romains est un groupe yéyé québécois.
D'abord, nommé The Questions en novembre 1964, émerge l’idée de se distinguer comme groupe au Québec. C’est alors que s’enclenche le processus de fabrication de costumes et d’enregistrement de disque. Le 25 avril 1965, ils se présentent pour la première fois sous leurs noms définitifs, César et les Romains, vêtus de leurs costumes de Romains afin d'attirer l'attention du public : toges, jupes et sandales. Lassés de cette image, ils brûlent leurs costumes sur scène en 1967 et le groupe se dissout l'année suivante.
Le groupe César et les Romains revient en 2015. On retrouve deux membres originaux du groupe : Donald Seward au clavier et Jacques Moisan à la batterie. Se joignent à eux deux amis de longue date, également d’Abitibi : Ric Lozier du groupe Les Checkmates à la guitare et Rémi Perron du Groupe Abbittibbi à la basse. Le chanteur Guy Lamarche se joint à eux pour clore le groupe. Ils se produiront le 25 juillet 2015 à 13 h au Festival Rétro de Joly et au Festival du Camping du Lac des Pins à Saint-Antoine Abbé le 10 septembre 2015 à 20 h et, le 18 octobre 2015 à 17 h à la Salle L’Opale à  St-Lin des Laurentides.

## Membres
- Daniel Lachance 1945 à 2017: guitare
- Denis (Dino) L'Espérance: chant
- Jacques Moisan: batterie
- Donald Seward: orgue
- Pierre Sidor: basse (1966-1968)
- Maurice Bélanger: basse (1963–1966, 1994)

## Discographie
Albums
- César et les Romains (1965)
- César et les Romains : XII x V (1966)
- César et les Romains chantant pour les jeunes (1966)
- Le jour du dernier jour (1967)
- Dalila (1968)
- Le disque d’or, volume 1 (compilation, 1968)
- César et les Romains : 1964-1968 (compilation, 1968)
- César et les Romains (compilation, 1969)
- Splish Splash (compilation, 1969)
- César et les Romains (compilation, 1971)
- 21 disques d’or (compilation, 1974)
- Rock & Roll (compilation, 1978)
- César et les Romains, volume 1 (compilation, 1991)
- César et les Romains (compilation, 1992)
- Je me souviens, enregistrement 1994 (nouveaux enregistrements, 1994)

Singles
- Je sais (1965)
- Splish Splash (1965)
- Toi et moi (1965)
- Que faut-il faire pour oublier (1966)
- Ce qu'elle voulait (1967)
- Le jour du dernier jour (1967)
- Laisse-moi partir (1967)
- Toi, toi, toi (1967)
- Dalila (1968)
- Je veux vivre (1968)